# Diphyus adventor
Diphyus adventor är en stekelart som först beskrevs av Berthoumieu 1892.  Diphyus adventor ingår i släktet Diphyus och familjen brokparasitsteklar. Inga underarter finns listade i Catalogue of Life.